# Fountain Inn
Fountain Inn es una ciudad ubicada en el Condado de Greenville y Condado de Laurens en el estado estadounidense de Carolina del Sur. La ciudad en el año 2000 tiene una población de 6.017 habitantes en una superficie de 14.3 km², con una densidad poblacional de 421.5 personas por km². 

## Geografía
Fountain Inn se encuentra ubicada en las coordenadas 34°41′36″N 82°11′55″O / 34.69333, -82.19861. Según la Oficina del Censo, la ciudad tiene un área total de 14,3 km² (5,5 mi²), de la cual 14,3 km² (5,5 mi²) es tierra y 0 km² (0 mi²) (0.0%) es agua.

## Demografía
En el 2000 la renta per cápita promedia del hogar era de $39.545, y el ingreso promedio para una familia era de $45.417. El ingreso per cápita para la localidad era de $18.297. En 2000 los hombres tenían un ingreso per cápita de $33.281 contra $24.353 para las mujeres. Alrededor del 9.40% de la población estaba bajo el umbral de pobreza nacional. 

### Localidades adyacentes
El siguiente diagrama muestra a las localidades en un radio de 16 kilómetros (9,9 mi) de Fountain Inn.